# An Byeong-hun
An Byeong-hun (nome original em coreano:  안 병훈; nascido em 6 de outubro de 1940) é um ex-ciclista olímpico sul-coreano. Byeong-hun representou a sua nação durante os Jogos Olímpicos de Verão de 1964, em Tóquio.